# 인터컨티넨탈 호텔스 그룹
인터컨티넨탈 호텔스 그룹(영어: InterContinental Hotels Group) 또는 IHG 호텔 & 리조트(영어: IHG Hotels & Resorts)는  영국에 본사를 둔 호텔 그룹이다. 캔들우드 스위츠, 크라운 프라자, 이븐 호텔스, 홀리데이 인, 홀리데이 인 익스프레스, 화럭스, 호텔 인디고, 인터콘티넨탈, 스테이브리지 스위츠 등의 호텔 브랜드를 운영하고 있다.